# Saori Hara

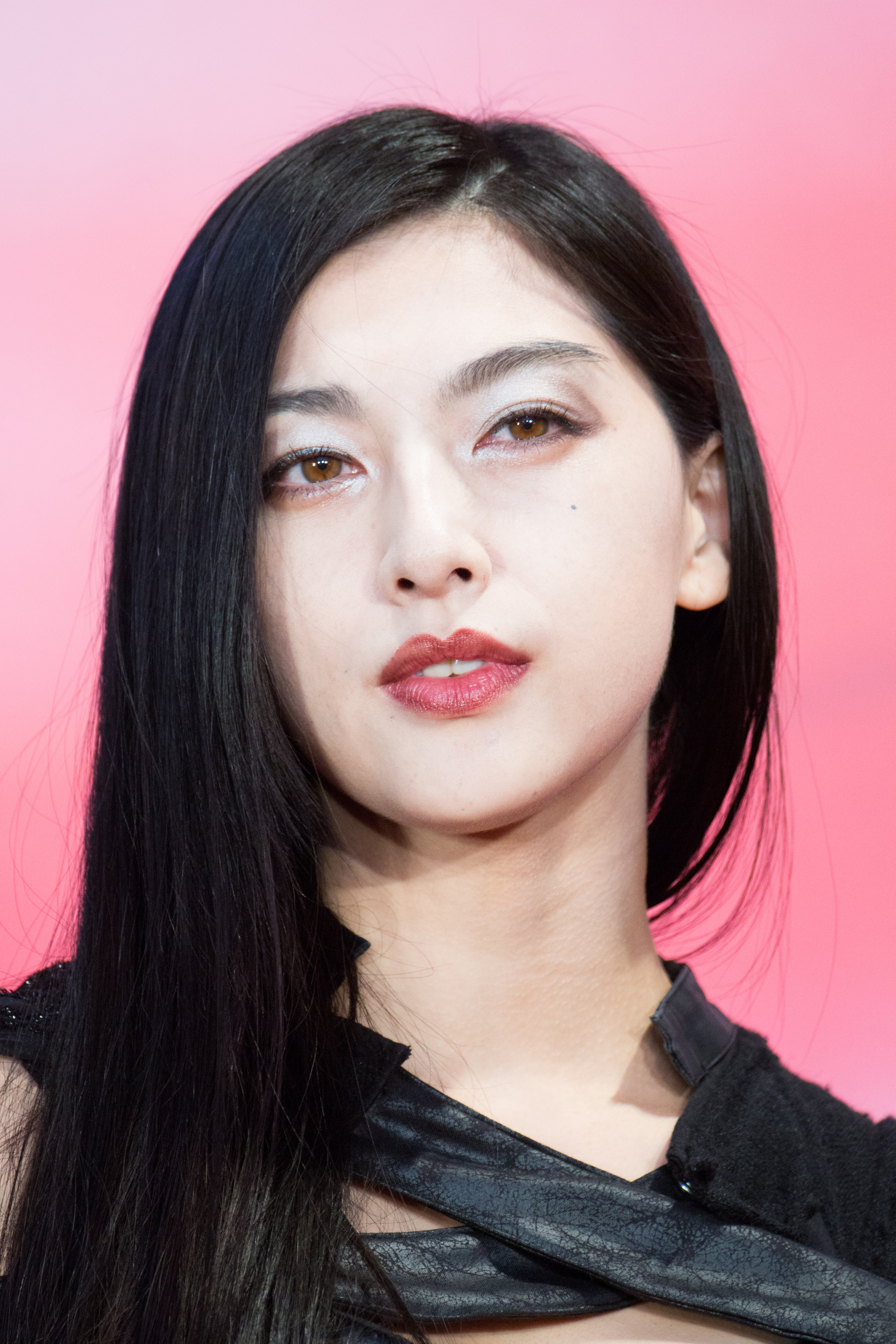
Saori Hara (2017)

Saori Hara (japanisch 原 紗央莉 oder auch Miyavi Matsunoi; * 1. Januar 1988 in der Präfektur Hiroshima) ist eine japanische Schauspielerin und ehemals AV Idol und Pornodarstellerin.

## Werdegang
2008 schloss sie einen Vertrag als Pornodarstellerin mit dem Studio Soft on Demand ab. Die erste AV-Veröffentlichung Miracle AV Debut: Saori Hara erfolgte 2009. Hara blieb bis 2011 bei SoD und wirkte in 26 Produktionen mit.
Infolge des Tōhoku-Erdbeben 2011 zog sich Hara für mehrere Jahre aus der Filmbranche zurück und beendete ihre Karriere als AV. Später im Jahr wurde der bereits fertiggestellte Porno 3D Sex and Zen: Extreme Ecstasy veröffentlicht, der als erster 3D-Porno der Welt beworben wurde. Ebenfalls 2011 wurde der Film Venus in Eros , wo Hara die Rolle der Eros verkörpert, bei den Internationalen Filmfestspielen von Cannes gezeigt, 2012 wurde der Film veröffentlicht. Nach mehreren Jahren Pause wurde Hara wieder als Schauspielerin aktiv.

## Filmografie Auswahl

### Non-AV
- 2009: Joo Virgin (12 Episoden)
- 2012: Venus in Eros
- 2015: Sukimasuki
- 2017: Garo: Fang of God

### AV
- 2009: Miracle AV Debut: Saori Hara
- 2010: 22 Years Old, Sexual Desire Awakening
- 2011: 3D Sex and Zen: Extreme Ecstasy
- 2011: Private
- 2011: Real Celebrity Saori Hara vs. Amateur Men: Gonzo Initiation